# No Tomorrow (serie televisiva)
No Tomorrow è una serie televisiva statunitense creata da Fernanda Young e Alexandre Machado e trasmessa dal network The CW dal 4 ottobre 2016 al 17 gennaio 2017. La serie è stata sviluppata da Corinne Brinkerhoff, già creatrice di American Gothic e autrice di alcuni episodi di Boston Legal, The Good Wife e Jane the Virgin. e si basa sulla serie brasiliana Como Aproveitar o Fim do Mundo (How to Enjoy the End of the World) (2012), trasmessa dalla Rede Globo, rete televisiva brasiliana che produce anche il remake americano insieme alla Warner Bros. Television e alla CBS. Lo show è stato girato a Vancouver, British Columbia, in Canada. La serie è stata cancellata l'8 maggio 2017; cinque giorni dopo, è stato pubblicato un epilogo della serie.

## Trama
La serie segue la storia di una donna che vive a Seattle e si lascia coinvolgere da uno spirito libero che la ispira a fare una "apocalista", una lista di cose da fare prima della fine del mondo, che sostiene sarà tra otto mesi e dodici giorni. Con l'aiuto dei suoi amici, cerca di scoprire se tutto ciò può essere preso sul serio durante il completamento della bucket list.
Evie Marie Covington, impiegata presso la Cybermart Warehouse (azienda di distribuzione simile ad Amazon), incontra un affascinante quanto strano individuo, Xavier. Durante il suo impiego come copy editor di una rivista scientifica, l'uomo scopre che l'asteroide 2000 WX 354 colpirà la Terra in 8 mesi e 12 giorni. Da quel momento, Xavier lascia il suo lavoro e inizia a vivere alla giornata, seguendo una "apocalista", un elenco di cose da realizzare prima della fine del mondo. Evie, dapprima titubante, lascia il suo fidanzato, inizia una relazione con Xavier e crea anche lei la sua "apocalista".

## Personaggi

### Principali
- Evie Covington interpretata da Tori Anderson, una manager annoiata impiegata in un magazzino di forniture che si ritrova nel mondo spensierato di Xavier.
- Xavier Holliday interpretato da Joshua Sasse, un eccentrico individuo dallo spirito libero, crede che il mondo finirà in otto mesi e cercherà di vivere la vita il più pienamente possibile.
- Hank Barkley interpretato da Jonathan Langdon,l'allegro collaboratore di Evie.
- Kareema interpretata da Sarayu Blue, la burbera e cinica collaboratrice di Evie.
- Timothy Finger interpretato da Jesse Rath, ex fidanzato di Evie.
- Deirdre Hackmeyer interpretata da Amy Pietz, il capo superficiale di Evie.

### Secondari
- Jesse interpretato da George Basil, il cugino di Xavier.
- Gary interpretato da Ted McGinley, il padre di Evie.
- Mary Anne interpretata da Kelly Stables, la sorella maggiore di Evie.
- Gloria interpretata da Gigi Rice, la madre di Evie,
- Rohan interpretato da Vinny Chhibber, il fratello di Kareema.

## Episodi
| Stagione       | Episodi | Prima TV USA | Prima TV Italia |
| -------------- | ------- | ------------ | --------------- |
| Prima stagione | 13      | 2016-2017    | 2018            |

## Critica
No Tomorrow ha ricevuto recensioni generalmente positive da parte dei critici televisivi. Su Rotten Tomatoes la stagione ha una valutazione del 90%, basata su 29 recensioni, con un voto medio di 5,9/10. Il consenso critico del sito dice: "No Tomorrow è una rom-com gentile e facile da digerire che offre un cast di supporto forte, affascinanti esibizioni ed una notevole dose di divertimento." Su Metacritic, la stagione ha un punteggio di 69 su 100, basato su 23 recensioni, che indica "recensioni generalmente favorevoli".
I redattori di TV Guide hanno inserito No Tomorrow all'ottavo posto tra le prime dieci scelte per i nuovi spettacoli più attesi della stagione 2016-2017. Nella sua recensione Sadie Gennies scrive
"Tori Anderson e Joshua Sasse sono contagiosamente affascinanti in questa commedia insolita su una donna che scopre che il suo uomo dei sogni crede nell'apocalisse. È una premessa bizzarra, certo, ma No Tomorrow si appoggia alla sua stessa assurdità, popolando lo show con surreali, strani personaggi (tra cui uno che parla talmente sottovoce che ha bisogno di sottotitoli) e una deliziosa commedia che raramente si vede in spettacoli di un'ora. E mentre è improbabile che No Tomorrow aiuti la CW a continuare la sua scalata ai Golden Globe, si adatta perfettamente ai suoi compagni di rete di genere rom-com come Jane the Virgin e Crazy Ex-Girlfriend."